# Joanne Dru
Joanne Dru (Joanne Letitia Lacock: Logan, Virginia Occidental, 31 de enero de 1922-Los Ángeles, 10 de septiembre de 1996) fue una actriz estadounidense.
Es conocida sobre todo por sus interpretaciones en algunos clásicos dirigidos de Howard Hawks y de John Ford.

## Trayectoria
Joanne Dru comenzó, como tantos actores, trabajando en Broadway, haciendo comedia musical, para pasar al cine en 1946. La fama le iba a llegar pronto, pues en 1948 Howard Hawks la elige para ser la pareja de Montgomery Clift en la película Río Rojo. Mientras que al año siguiente trabajó con John Ford en She Wore a Yellow Ribbon. En 1949 continuaba con otra obra maestra, esta del director Robert Rossen, titulada El político.
En Río Rojo conoce al actor John Ireland, con el que vuelve a trabajar en El político, y con él se casa tras divorciarse de su anterior marido, el también actor Dick Haymes, en 1949.
Tras su buen comienzo a finales de la década de los cuarenta, los cincuenta comienzan con igual actividad, así en 1950 vuelve a trabajar con Ford en Wagon Master con Ben Johnson como compañero. En 1951 rueda un nuevo western, El valle de la venganza del director Richard Thorpe, nuevamente con su marido John Ireland y con Burt Lancaster como compañero protagonista. Durante toda la década no le falta trabajo compartiendo la pantalla siempre con buenos intérpretes o con grandes estrellas como Richard Widmark, Van Johnson o James Stewart, con este último trabajó en Bahía negra, del director Anthony Mann.
A partir de los años 1960 su ritmo de trabajo decrece y comienza a trabajar en televisión, apareciendo en capítulos de distintas series. En 1972 se casa por cuarta vez, en esta ocasión con un empresario, C. V. Wood, que fallecería tres años antes que ella.
Joanne Dru muere en Los Ángeles, California, a los 74 años de edad, por un linfedema.

## Filmografía parcial
- Río Rojo (1948) – Tess Millay
- She Wore a Yellow Ribbon (1949) – Olivia Dandridge
- All the King's Men (1949) – Anne Stanton
- Wagon Master (1950) – Denver
- El valle de la venganza (1951) – Jen Strobie
- El rey del circo (1954) – Jill Brent
- The Wild and the Innocent (1959) – Marcy
- Poliziotto superpiù (1980) – Rosy Labouche

## Hijos
Casada en cuatro ocasiones, Dru tuvo tres hijos, todos de su primer matrimonio con Dick Haymes:
- Richard Ralph Haymes (n. 24 de julio de 1942)
- Helen Joanna Haymes (n. 13 de mayo de 1944)
- Barbara Nugent Haymes (n. 19 de septiembre de 1947)